# Preiskovalna komisija Državnega zbora Republike Slovenije o sumu zlorabe javnih pooblastil v procesu lastninskega preoblikovanja in privatizacije nekdanje družbene lastnine
Preiskovalna komisija Državnega zbora Republike Slovenije o sumu zlorabe javnih pooblastil v procesu lastninskega preoblikovanja in privatizacije nekdanje družbene lastnine je bila preiskovalna komisija, ki je delovala v mandatu prvega Državnega zbora Republike Slovenije.

## Sestava
- izvoljena: 22. maj 1998
- predsednik: Franc Pukšič
- namestnik predsednika: Leon Gostiša (do 7. junija 2000)
- člani: Samo Bevk (od 24. november 1999), Ivan Božič (od 24. november 1999), Polonca Dobrajc, Leon Gostiša (od 27. junija 2000), Benjamin Henigman, Branko Janc (od 11. marec 1999), Janez Janša (od 24. november 1999 do 7. junij 2000), Peter Lešnik (od 29. april 1999 do 8. marec 2000), Sašo Peče (od 21. marec 2000), Marjan Podobnik (od 7. junij 2000 do 13. junij 2000), Miran Potrč (do 13. julij 1999), Maria Pozsonec, Jožef Špindler (do 11. marec 1999), Irena Virant (od 20. junij 2000) in mag. Franc Žnidaršič (do 29. april 1999).